# 路易吉·伽伐尼
路易吉·伽伐尼（義大利語：Luigi Galvani，1737年9月9日—1798年12月4日）是意大利醫生、物理學家与哲学家，現代產科學的先驅者。他在意大利博洛尼亞出生和逝世。在1780年，他發現死青蛙的腿部肌肉接觸电火花時會顫動:67-71，從而發現神經元和肌肉會產生電力。他是第一批涉足生物电领域研究的人物之一，这一领域在今天仍然在研究神经系统的电信号和电模式。

## 早期生活
路易吉·伽伐尼出生于意大利的博洛尼亚。他的父亲多梅尼格·伽伐尼是一名金匠，母亲芭芭拉·福斯基·伽伐尼是多梅尼格的第四任妻子。尽管伽伐尼家不是贵族，但仍足够支付家里至少一个儿子在大学学习的费用。起初，路易吉·伽伐尼希望进入教会，因此15岁时进入一家宗教机构——菲力彼尼神父礼拜堂（Oratorio dei Padri Filippini）——学习。他即将进行宗教誓言,但他的父母说服了他不这么做。大约在1755年，伽伐尼进入博洛尼亚大学的艺术学院。伽伐尼参加了为期四年的医学课程。 这些课程教授希波克拉底、盖伦和伊本·西那的理论，以照本宣科的教学方式闻名。
除了医药学，伽伐尼还学习了外科学。他学习了相关理论，还进行了实践。通常人们会忽略他的传记中的这一部分，但是外科学让伽伐尼对生物的结构熟悉起来，很大程度上帮助了他的动物实验。
1759年，伽伐尼毕业，获得医学哲学学位。他申请了博洛尼亚大学讲师的职位。求职的部分过程要求他在1761年7月21日进行论文答辩.第二年，他成为博洛尼亚大学的终身解剖学家，被任命为外科学的荣誉讲师。同年，他和露琪亚·加列亚齐结婚。露琪亚是古斯马诺·加列亚齐的女儿，后者是伽伐尼的一位老师。伽伐尼搬入了加列亚齐家，帮助加列亚齐进行研究工作。当古斯马诺在1775年去世时，伽伐尼被任命为教授和讲师，以接替他的老师。
伽伐尼从外科学讲师变为理解剖学的讲师，1776年在博洛尼亚科学院获得了一个职位。他的新任包括通过人体解剖和使用解剖蜡模，进行解剖学实践教学。
伽伐尼的主要职责是每年在学院展示至少一篇研究论文；他坚持这一任务直到去世。学会有一份定期出版物，收编精选的在学院展示的备忘录，并寄送到全世界主要的科学学会与学院。然而，由于那时出版物的出版时间太长，有时会就所用主题的优先级展开争论。其中一次争论牵扯到安托尼奥·斯卡帕，这次争论让伽伐尼放弃了他连续四年展示的研究领域：鸟类、四足动物和人类的听觉。伽伐尼在他的讲座上宣读了他的所有发现，但并未发表这些成果。一种观点认为斯卡帕参加了伽伐尼的公开学术演讲，并可能在未经许可的情况下将伽伐尼的一些发现据为己有。
此后，伽伐尼开始对“医用电学”产生兴趣。18世纪中叶，人们进行电学研究，也发现了电力对人体的影响，医用电学这一领域因而诞生。
关于伽伐尼是如何开始生物电学实验的，有一种很流行的说法：伽伐尼当时正在一张桌子旁，慢慢地给青蛙剥皮。此前他曾在这张桌子上用摩擦青蛙皮产生的静电进行电学实验。伽伐尼的助手用一根带电荷的金属解剖刀触碰了青蛙露在外面的坐骨神经。这时，伽伐尼和助手看见了电火花，青蛙腿像活着一样踢了一下。因为这次实验，伽伐尼成为第一个评价电力和运动/生命联系的研究者。以这一发现为基础，科学界产生了一种新的认识：肌肉运动的动力是液体（离子）携带的电能，不是之前气球理论认为的空气或流体。
伽伐尼杜撰了“动物电”这一术语，用来描述激发他的标本肌肉产生运动的力量。伽伐尼提出，标本的肌肉活动是由神经带到肌肉的一股电流引发的。在伽伐尼的同行（以及偶尔的对手）亚历山德罗·伏打的提议下，这一现象以伽伐尼的名字命名为“galvanism”（流电）.伽伐尼发现生物电一事因而得到了正确的记载。今天，关于生物学中伽伐尼现象的研究被称作“electrophysiology”（电生理学）, "galvanism"这一术语如今仅在历史文本中使用。

## 动物电还是热释电：伽伐尼与伏打之争
帕维亚大学的实验物理学教授亚历山德罗·伏打重复并检验了伽伐尼的实验，他是最早这样做的科学家之一。起初他接受动物电理论，然而后来他开始产生怀疑。伽伐尼的理论认为，电流传导是由动物的腿（或身体其它部分）内含有的特殊电力产生的；而伏打提出，电流传导是通过伽伐尼在试验中用来连接神经和肌肉的金属线产生的。伽伐尼相信动物电来自骨盆中的肌肉；反对这一理论的伏打则提出，动物电是摩擦青蛙皮导致的一种物理现象,而不是“金属电”——也就是现在所说的电流。
因而，为了二人之间关于电力的源头与成因的争论，伏打建造了第一个原电池，用以证明他的对手的理论错误。伏打制造的这个“堆”后来被称作伏打电堆。伏打认为，所有原电池都有电动势；生物电和电化电池产生的电流的化学基础相同，因而“动物电现象”可在动物体外被复制。伏打的直觉是正确的。
伏打反对伽伐尼有关“动物电流质”的结论，但是二人在分歧中仍然尊重彼此，伏打提出Glavanism这一术语，以描述化学活动产生的直流电。
和伏打的争辩过后，伽伐尼一直保持低调。部分是因为他对分歧的态度，部分是因为他的身体状况和精神状况都变得糟糕起来，尤其是当他的妻子露琪亚于1790年去世之后。由于伽伐尼不愿意介入和伏打的争辩，他委托他的外甥乔凡尼·阿尔蒂尼作为动物电理论的辩护者。
直到去世，伽伐尼一直积极地研究动物电。

## 逝世与影响
法国占领意大利后，于1797年建立了附庸国——奇萨尔皮尼共和国，后者要求所有大学教授向新政权宣誓效忠。伽伐尼反对社会和政治的混乱，因而和其他同事一道拒绝效忠。结果新政权剥夺了伽伐尼的一切学术职位和公共职位，从此他失去了全部经济来源。1798年12月4日，苦闷又贫困的伽伐尼在位于博洛尼亚的兄弟家中去世。
伽伐尼的影响包括： 
- 《弗兰肯斯坦》的作者玛丽·雪莱特别提到了伽伐尼的研究报告。伽伐尼的报告是夏季阅读书目的一部分，这一书目引起了在瑞士的一次下雨天进行的一场即席鬼故事大赛，继而导致了小说《弗兰肯斯坦》和其中的复活情节的诞生。不过，在《弗兰肯斯坦》中，并没有直接提到用电复活怪人。
- 伽伐尼的名字仍在伽伐尼电池，伽伐尼电势（英语：Galvani potential）、伽伐尼腐蚀（英语：Galvanic corrosion）（又称电偶腐蚀）和伽伐尼计（galvanometer，检流计）这些术语中使用。向钢、铁上镀锌的保护电镀也以他的名字命名为“伽伐尼化”。
- 月球上的一个陨石坑——伽伐尼陨石坑——以他的名字命名。
- 意大利化学会颁发的路易吉·伽伐尼奖章（英语：Luigi Galvani Medal），表彰外国电化学家的工作。

## 博洛尼亚的伽伐尼相关地标
伽伐尼故居保存至今，可在博洛尼亚市中心看到。

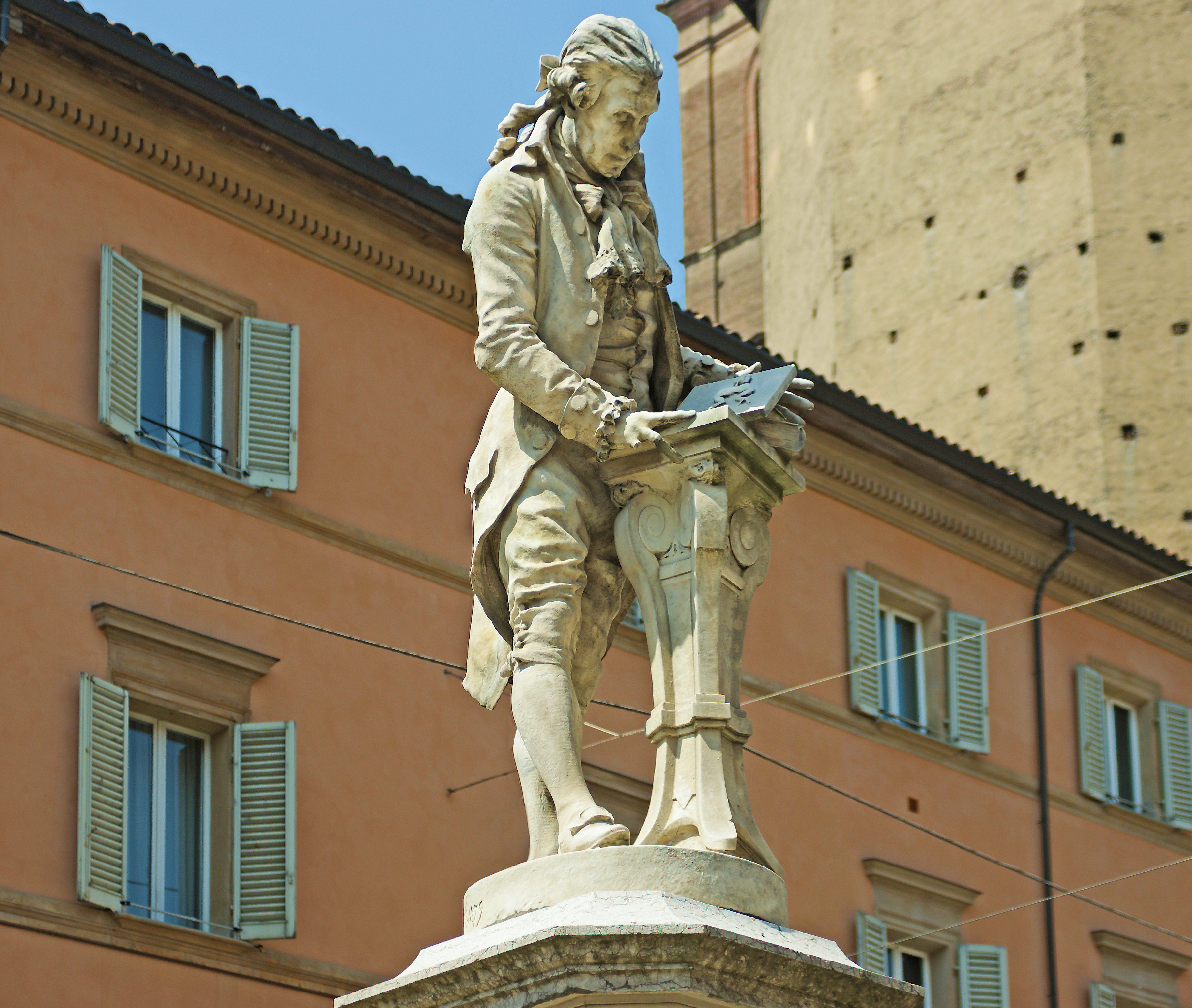
博洛尼亚路易吉·伽伐尼广场的伽伐尼纪念雕像

路易吉·伽伐尼广场和伽伐尼纪念雕像。 博洛尼亚的伽伐尼广场以他命名；广场中有一尊大理石纪念雕像，表现了伽伐尼观察他的青蛙实验的场景。雕像面向阿奇吉纳西奥宫, 后者曾是博洛尼亚大学科学院的所在地。
路易吉·伽伐尼中学建于1860年，以路易吉·伽伐尼命名。

## 著作
- De viribus electricitatis, 1791. The International Centre for the History of Universities and Science (CIS), Università di Bologna